# Palmeira Jumeirah

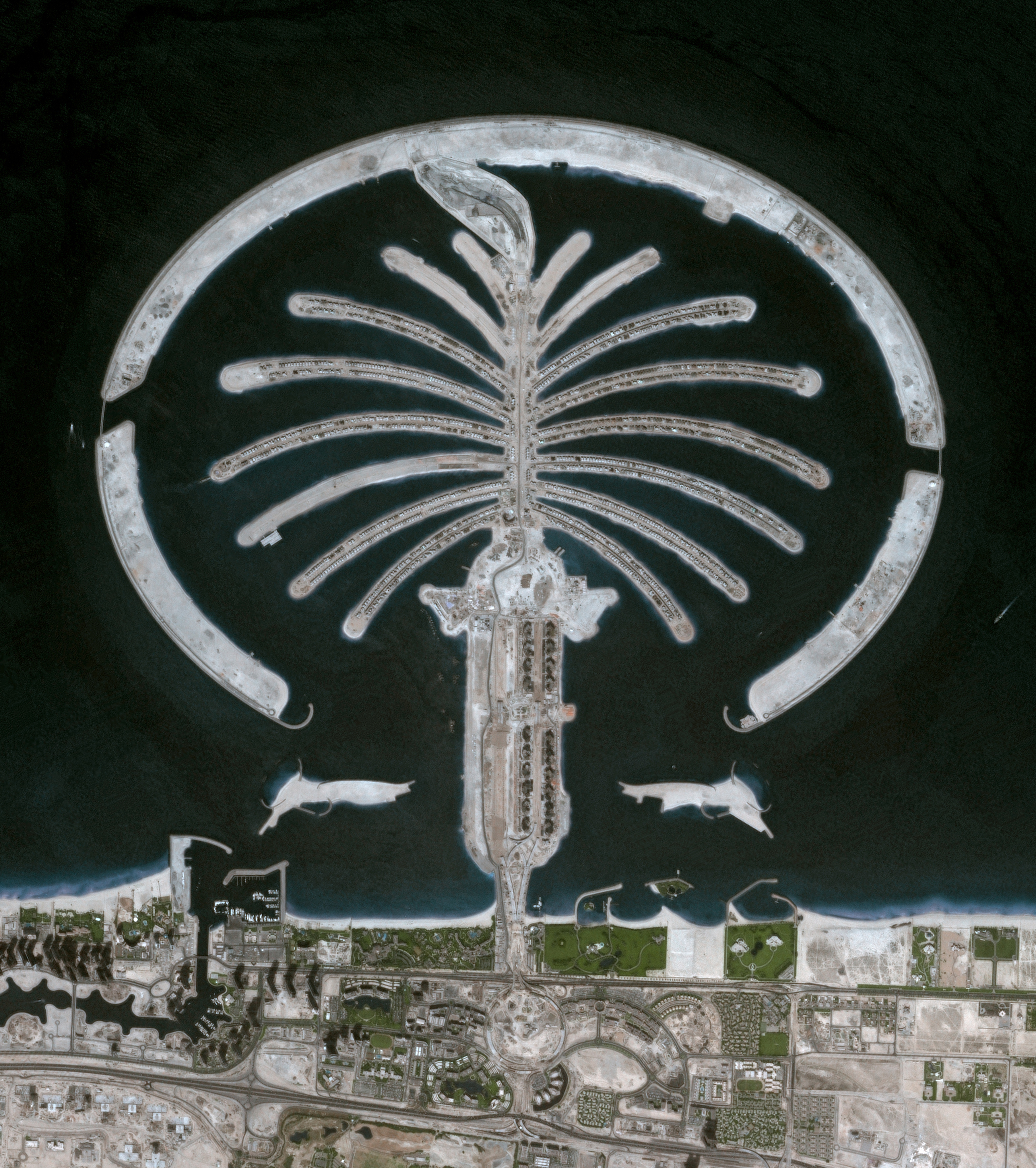
Vista de satélite do Palmeira Jumeirah.

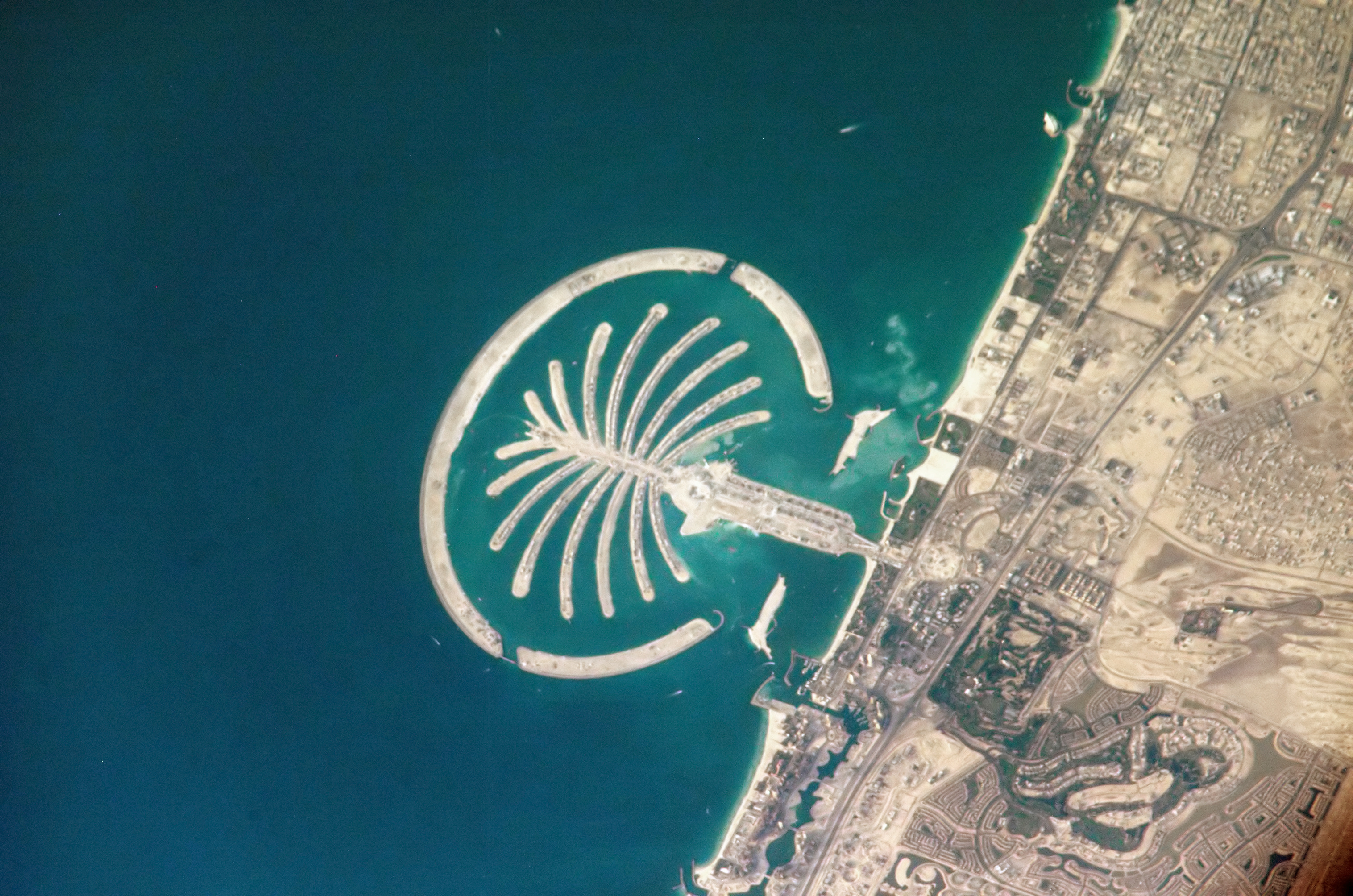
Palm Jumeirah

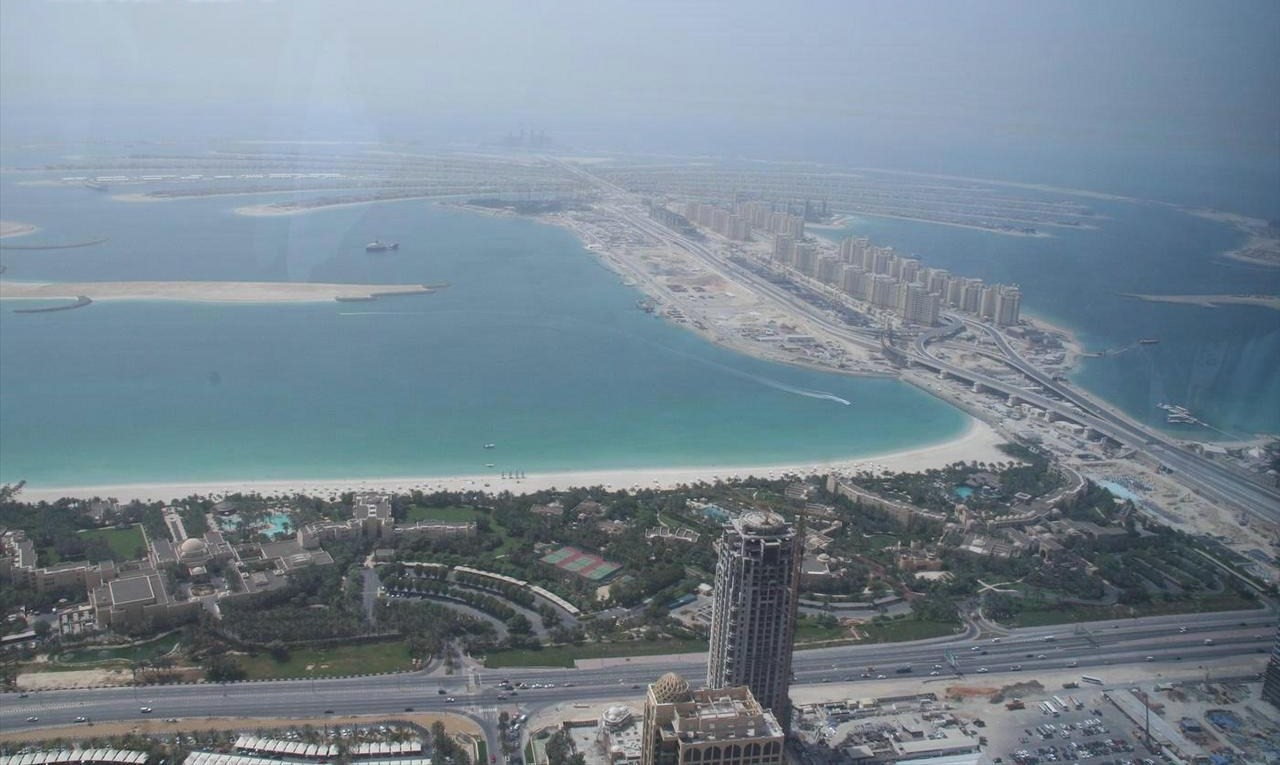
Vista frontal da Palm Jumeirah

Palm Jumeirah (نخلة الجميرة, em árabe) é a menor das três ilhas que formam as Palm Islands, arquipélago artificial em forma de palmeira. Está localizada na área costeira de Jumeirah, em Dubai, nos Emirados Árabes Unidos, sendo, com as outras ilhas do complexo, uma das maiores ilhas artificiais já criadas.
Palm Jumeirah foi construída com a forma de uma árvore de palmeira e consiste em três partes: um tronco, uma coroa com 17 copas e uma ilha circundante crescente que forma uma barreira às ondas.
O megaprojeto é uma das maiores atrações de Dubai, com várias construções residenciais, hotéis e resorts de luxo. A área domiciliar se divide em apartamentos e casas com praias e marinas particulares. A ilha artificial é território de vários hotéis renomados internacionalmente. O mais famoso e um dos mais procurados é o hotel Atlantis the Palm.

## Projeto
A ilha Palm Jumeirah é essencialmente uma área residencial de habitação, lazer e relaxamento. Contém hotéis temáticos, três tipos de moradias (moradias comerciais, casas de campo e residenciais), edifícios de apartamentos costeiros, marinas, restaurantes, cafés e uma variedade de pontos comerciais. Contém também mais de 25 hotéis de marcas de renome internacional, incluindo Antara, Fairmont Palm Residence, Radisson, SAS Hilton, Metropolitan, Starwood, Merriott, Oberoi, Kempinski, Chedi e Dusit. Outros projetos incluem a construção dos edifícios Al Basri, Al Habool, Al Anbar, a Esmeralda Palace, Oceana e Trump Plaza & Residences Marina.
A construção da ilha Palm Jumeirah começou em junho de 2001 e terminou em 2008.

## O tronco

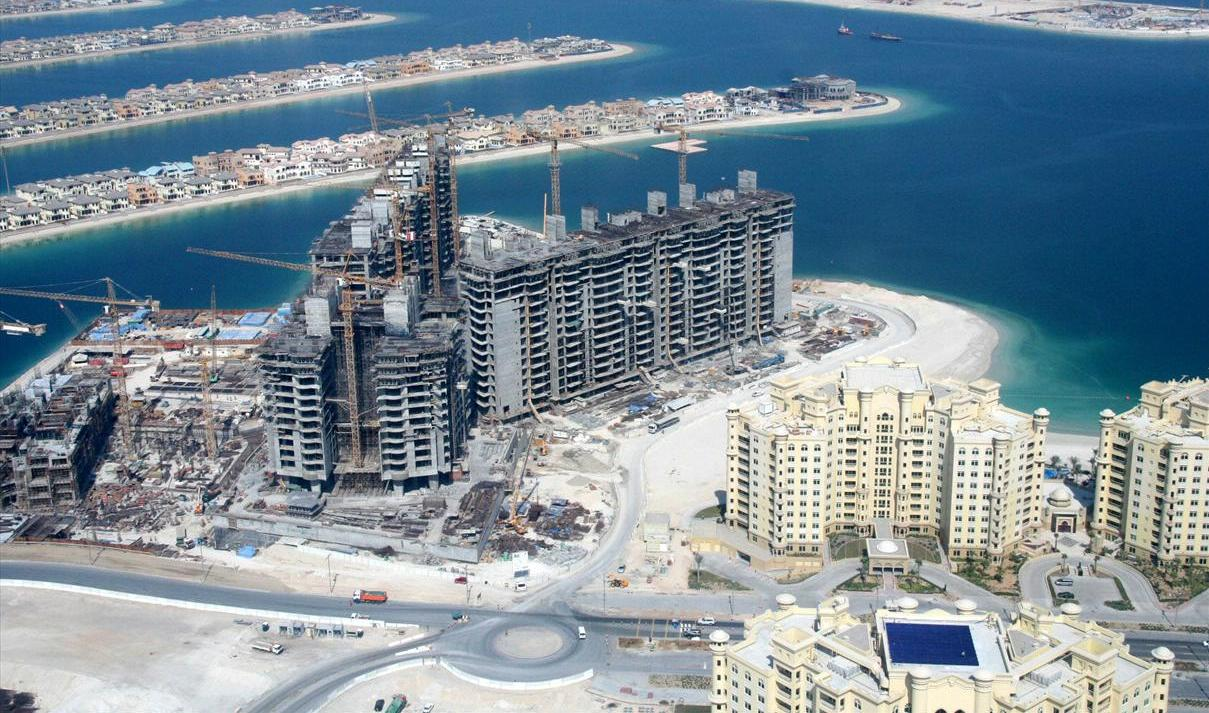
O hotel Oceana em construção desde 18 de outubro de 2007

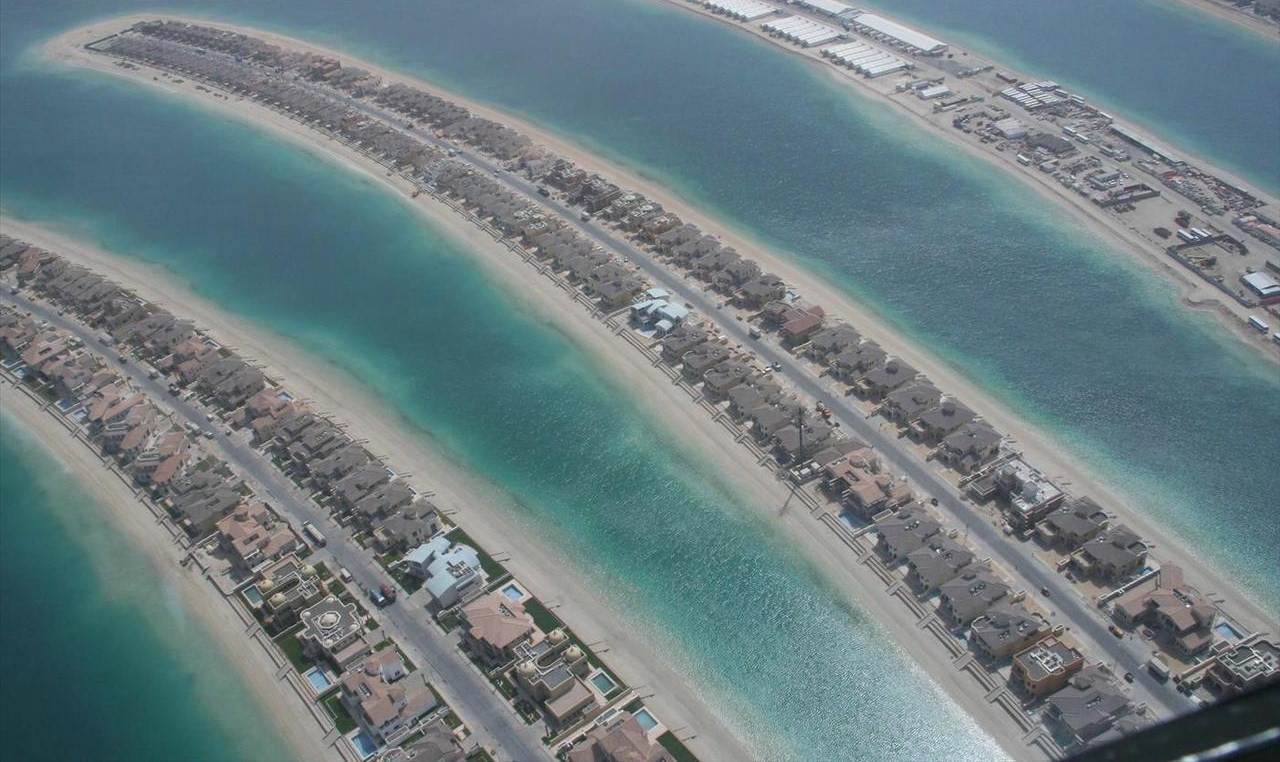
As copas da Palm Jumeirah, finalizadas por completo

Medindo mais de dois quilômetros de extensão, o tronco é considerado o coração da ilha.
Ele tem vários hotéis e atrações incluindo:
1. Golden Mile. Serviu como a principal artéria e avenida da Palm Jumeirah. Em que se desenvolvem vários hotéis e acomoda o Monorail (Monotrilho) que cruza toda a cidade de Dubai e indo até as Palm Islands.
2. Park. Santuário ao ar livre com grandes extensões de jardins, árvores, água e piscinas.
3. Shoreline apartments. É formada por um conjunto de 20 apartamentos localizados na Golden Mile.
4. Trump International Hotel and Tower (Dubai). O maior hotel na Palm Jumeirah. Vai tornar-se um símbolo de Dubai, quando terminar a sua construção, graças ao seu design inovador. Formado principalmente por dependências de luxo.
5. A Fairmont Palm Hotel & Resort. Hotel de grande luxo e conforto.
6. Fairmont Palm Residence. Ele combina luxuosos apartamentos com casas residenciais. Sua grande atração será uma piscina com uma cachoeira espetacular.
7. Oceana. Desenvolvimento localizado a oeste do tronco, distingue-se pela sua atmosfera familiar e as suas atrações para as crianças.
8. Tiara Residences. Em contrapartida à Oceana, do outro lado do tronco e com um design muito semelhante, encontra-se este hotel, com um característico toque asiático.
9. Marina Residences. Uma série de 6 edifícios com um total de 858 apartamentos e 12 coberturas de luxo situado ao norte do tronco.
10. IGY Anchor Marina. Um pequeno porto com uma capacidade de até 700 pequenas embarcações que serve de boas-vindas para os muitos navios que venham a visitar a ilha.
11. Lighthouse Hotel and Residence. Localizada sobre a lua crescente da Palm Jumeirah, a sua arquitetura foi concebida de forma a captar luz solar emergentes e projetados no interior do complexo. O “Hotel Faro” irá conter 380 quartos, durante a noite o teto será atenuado e um arco de luz é projetada através da Palm Jumeirah e do Golfo Pérsico.
12. Al Nabat e Al Haseer. Estes dois edifícios residenciais contêm a sua própria praia privada e um clube. Desenvolvido em estilo árabe eclético, combinando elementos de herança árabe com materiais modernos, cada um de seus apartamentos terá uma vista para o mar ou para os jardins.

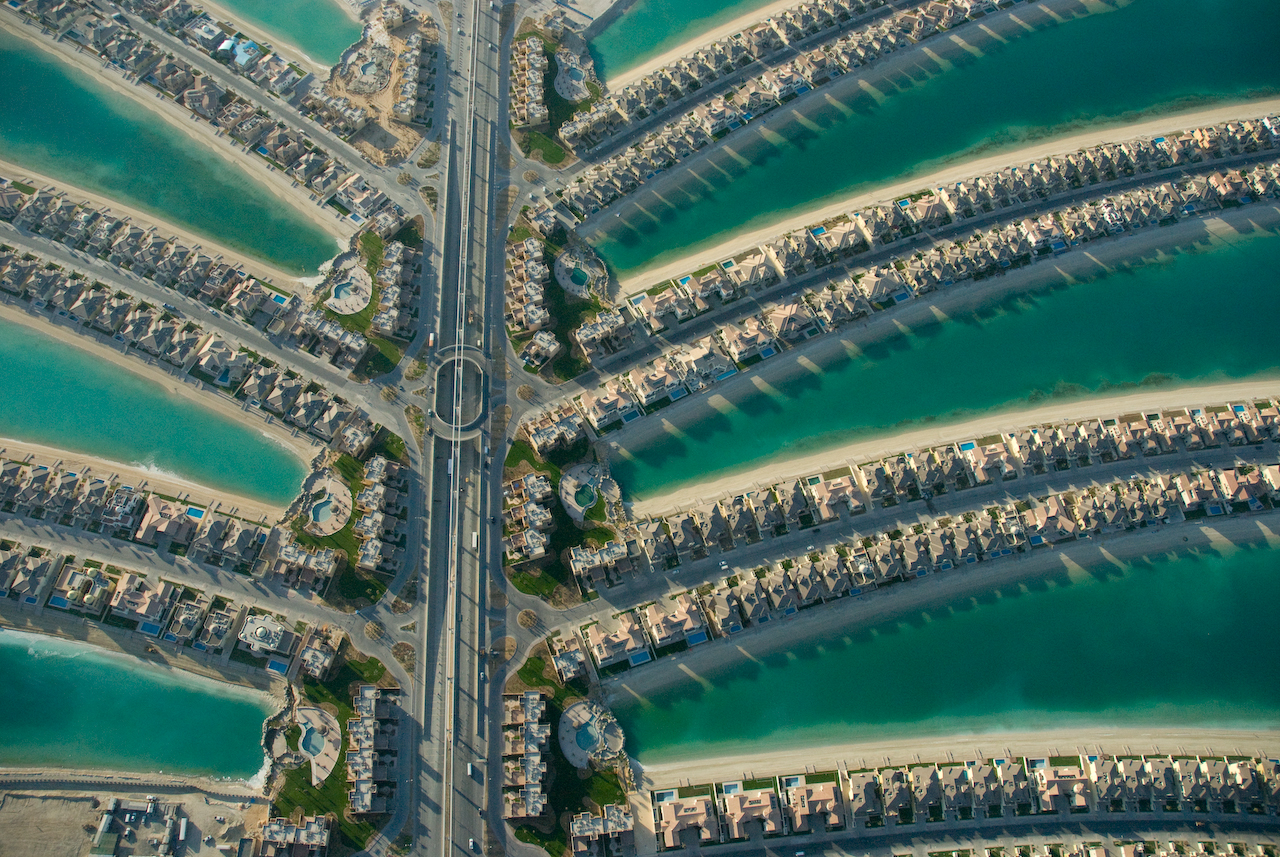
Copas do Burj Dubai

## As copas
A ilha tem um total de 17 copas, 8 em cada lado e uma muito pequena no topo. Estas são apenas algumas pequenas vilas e residências, que possuem piscinas e praias particulares. Na parte superior e ligando a copa com a crescente há um túnel submarino, que irá tornar-se uma nova e segura atração, já que atualmente poucos túneis passam por debaixo da água.

## A crescente

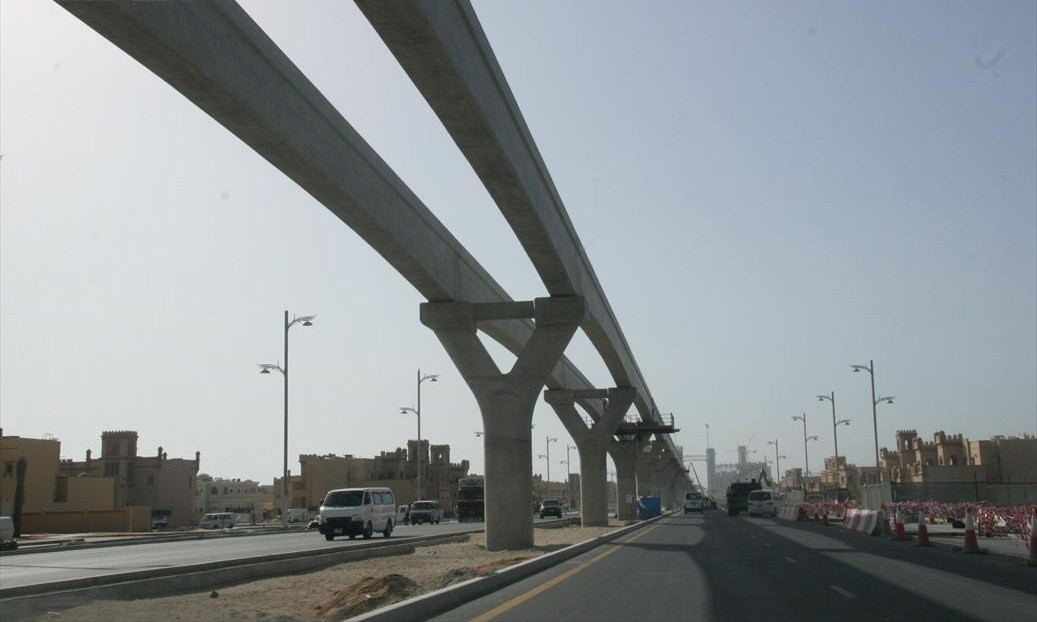
O monotrilho que atravessa toda a ilha

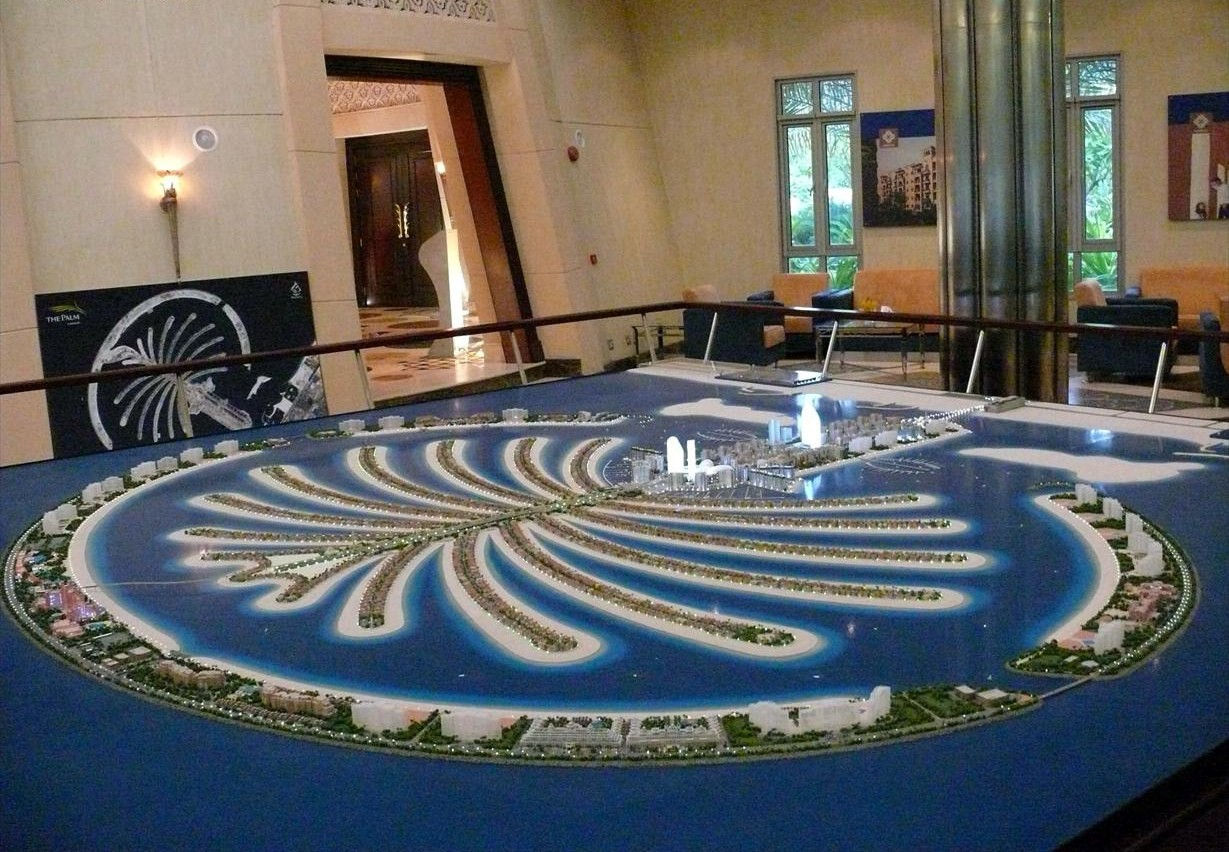
Maquete da Palm Jumeirah

A crescente é um semicírculo de areia com 11 quilômetros de extensão e serve como um quebra-mar, mas também é um destino atraente para os turistas, com hotéis de grande luxo.
1. Al Fattan. Um hotel de luxo, residências, repouso e simplicidade.
2. Atlantis The Palm. Um dos melhores hotéis. O famoso Atlantis é um paraíso de lazer e de exploração.
3. Grandeur Residences. Um grande conjunto de apartamentos e condomínios de grande tamanho.
4. Kempinsky Hotel Emerald Palace. Um hotel que proporciona uma grande luxo e lindos jardins.
5. Kingdom of Sheba. Uma grande hotel de uso combinado com uma grande comunidade.
6. Royal Amwaj. Uma grande comunidade de luxuosos apartamentos, casas e vivendas com praia privada.
7. Taj Exotica Resort & Spa. Hotel de 5 estrelas. Vai ser o maior Spa de todo o Oriente Médio.
8. Rixos The Palm Dubai . Os luxuosos quartos e suites do Rixos The Palm Dubai estão decorados com um design turco moderno.

## Logo Islands
A ilha conterá duas ilhas artificiais idênticas de 140 mil metros cúbicos no formato do logotipo das Palm Islands (uma palmeira de folhas tênues) em ambos os lados do seu tronco. Essas ilhas são pessoais do emir Mohammed bin Rashid Al Maktoum (dirigente atual de Dubai). 